# Uromedina atrata
Uromedina atrata är en tvåvingeart som först beskrevs av Townsend 1927.  Uromedina atrata ingår i släktet Uromedina och familjen parasitflugor. Inga underarter finns listade i Catalogue of Life.